# Les Joueurs (téléfilm, 1950)
Pour les articles homonymes, voir Les Joueurs.
Pour plus de détails, voir Fiche technique et Distribution.
Les Joueurs est un téléfilm français de Claude Barma adapté de la pièce éponyme de Nicolas Gogol et diffusé en 1950. Ce téléfilm a participé également à la montée en notoriété de Louis de Funès.

## Synopsis
Ikharev, tricheur professionnel rencontre trois amateurs de cartes aussi habiles et malhonnêtes que lui. Il s'associe à eux pour partager les bénéfices tirés de la candeur d'un cinquième joueur. Ils le trouvent rapidement et lui vident sa bourse. Ikharev exulte, jusqu'au moment où furieux, il constate que la prétendue victime est de mèche avec ses partenaires et qu'il perd 80 000 roubles dans l'aventure.

## Fiche technique
Sauf indication contraire, les informations mentionnées dans cette section peuvent être confirmées par la base de données cinématographiques IMDb,  présente dans la section « Liens externes ».
- Titre : Les Joueurs
- Titre anglais : The Gamblers
- Réalisation : Claude Barma
- Scénario : d'après la pièce de théâtre éponyme de Nicolas Gogol
- Photographie : Jacques Manier
- Pays :  France
- Langue : français
- Format : Noir et blanc - 35 mm - 1,37:1 - Son mono
- Genre : Comédie
- Durée : 50 minutes
- Date de première diffusion : 20 décembre 1950

## Distribution
- Louis de Funès : Piotr Petrovitch
- Pierre Gallon
- Jacques Grello
- Daniel Lecourtois
- Jacques Morel
- Alexandre Rignault
- Henri Rollan
- Jean-Marc Tennberg

## Éditions en vidéo
Le 7 juin 2011, les éditions LCJ sortent une version DVD du téléfilm.